# Sciophila papula
Sciophila papula är en tvåvingeart som beskrevs av Soli 1997. Sciophila papula ingår i släktet Sciophila och familjen svampmyggor. Inga underarter finns listade i Catalogue of Life.